# Cabo Pelishat

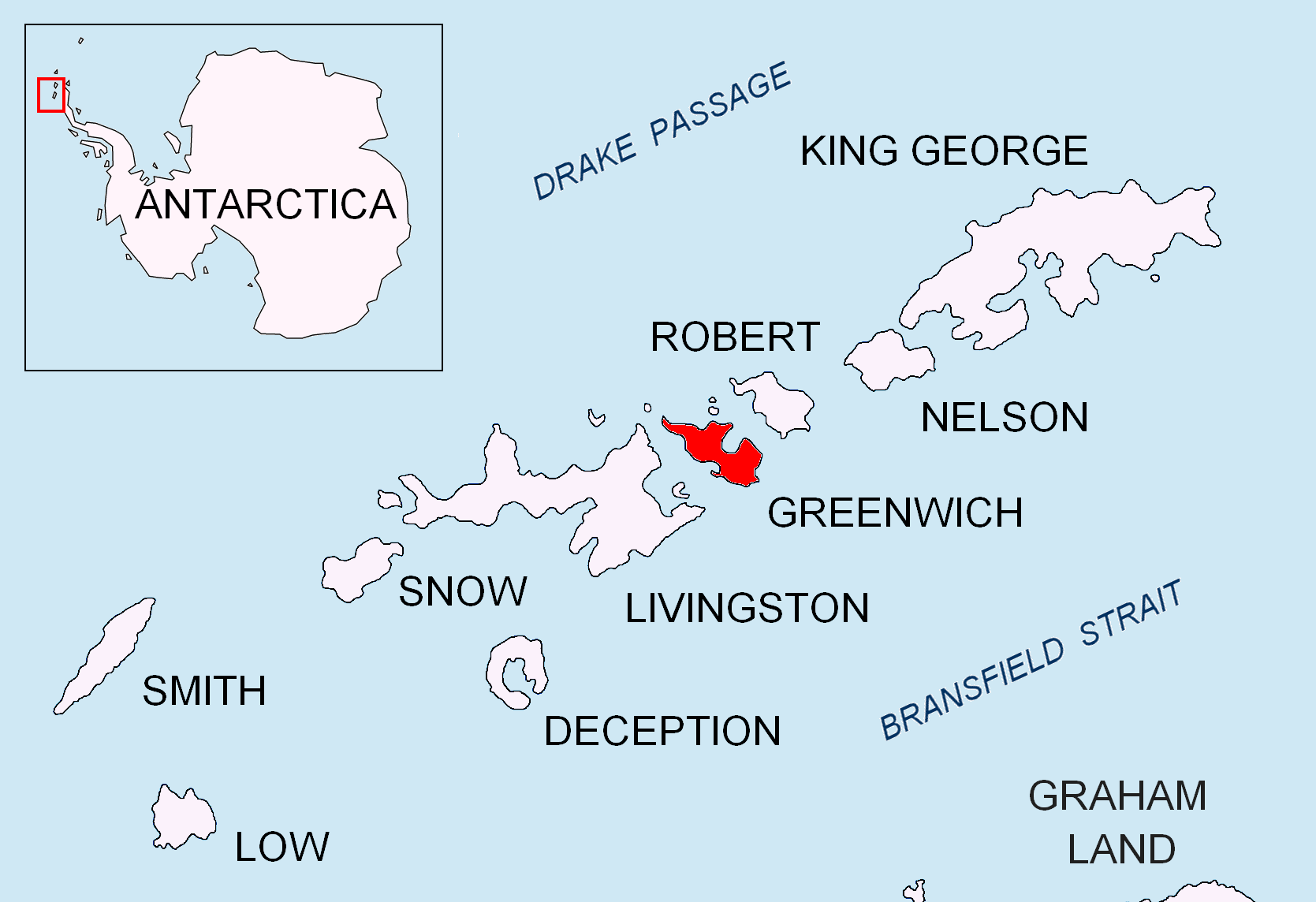
Localização da Ilha Greenwich nas Ilhas Shetland do Sul.

O Cabo Pelishat (em búlgaro:  нос Пелишат, ‘Nos Pelishat’ \'nos 'pe-li-shat\) é o ponto formando a extremidade sul da Península Archar e o lado norte da entrada para a Enseada Berende na costa sudoeste da Ilha Greenwich nas Ilhas Shetland do Sul, Antártica.  Situado a 2,4 km a sudeste do Cabo Duff e a 3,9 km nordeste do Cabo Pomorie na Ilha Livingston.
O cabo recebeu o nome do assentamento de Pelishat na Bulgária do norte.

## Localização
O Cabo Pelishat está localizado em 62° 27′ 59″ S, 60° 00′ 02″ O.  Mapeamento búlgaro em 2009.

## Mapa
- L.L. Ivanov. Antártica: Ilha Livingston e Ilhas Greenwich, Robert, Snow e Smith Scale 1:120000 topographic map.  Troyan: Manfred Wörner Foundation, 2009.  ISBN 978-954-92032-6-4